# 에벨린 비트머슐룸프
에벨린 비트머슐룸프(독일어: Eveline Widmer-Schlumpf)는 스위스의 여성 정치인으로, 현재 스위스의 대통령이다. 미셸린 칼미레이 정권 하에서 부통령을 지냈다. 2013년 1월 1일 퇴임하였다. 아버지는 전 연방 의원이자 전 대통령이었던 레온 슐룸프이다. 유진 루피와 더불어 아버지와 그의 자녀가 대통령을 지낸 인물이기도 하다. 스위스의 6번째 여성 대통령이며, 남편 크리스토퍼 위드머와의 사이에 3명의 자녀를 두고 있다.
2011년 12월 14일, 스위스의 대통령으로 당선되었다. 스위스의 대통령의 임기는 1년이기 때문에, 2012년 1월 1일 취임한 뒤 오는 2013년 1월 1일 퇴임하였다.